# Galeazzo Mondella

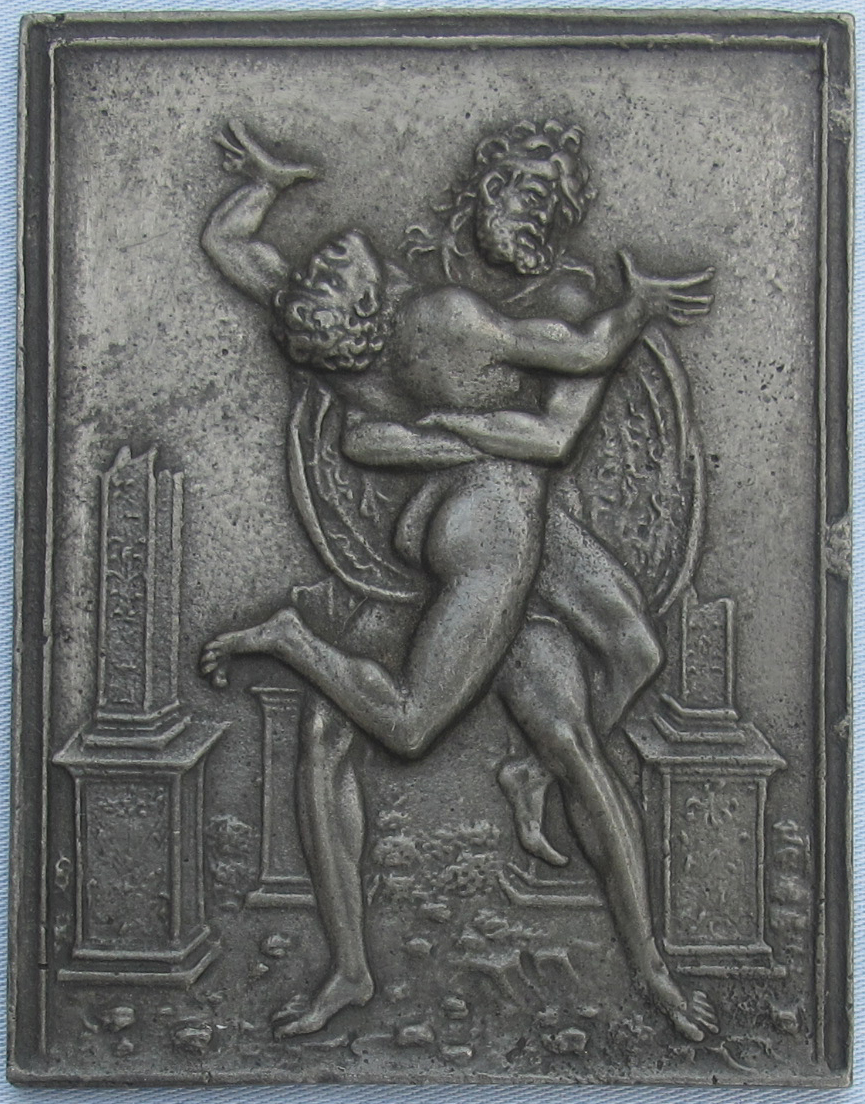
Ercole e Anteo, versione del Germanisches Nationalmuseum

Galeazzo Mondella (Verona, 1467 - Roma, 1528), llamado il Moderno probablemente en contraposición con il Antico (el broncista mantuano Pier Jacopo Alari Bonacolsi), fue un escultor italiano del Alto Renacimiento.
Fue un prolífico autor de medallas, placas decorativas (placchette) y pequeñas esculturas de bronce (bronzetti), tanto de tema profano como religioso. entre sus mejores obras está la serie denominada Fatiche di Ercole.